# Guardia soviética

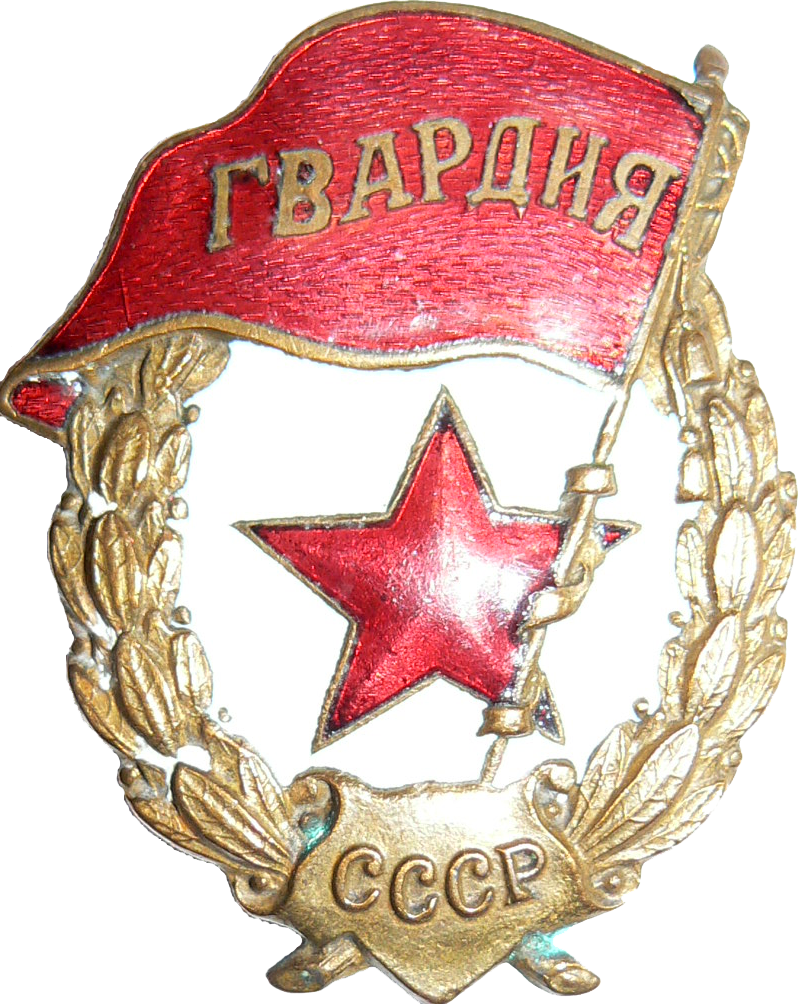
Insignia de la guardia soviética

El calificativo de Guardia soviético/a fue un título concebido como reconocimiento a la habilidad y heroísmo de diversos ejércitos, divisiones, regimientos y escuadrones militares soviéticos durante la Gran Guerra Patria, que se sigue utilizando en la actual Rusia.

## Breve Historia

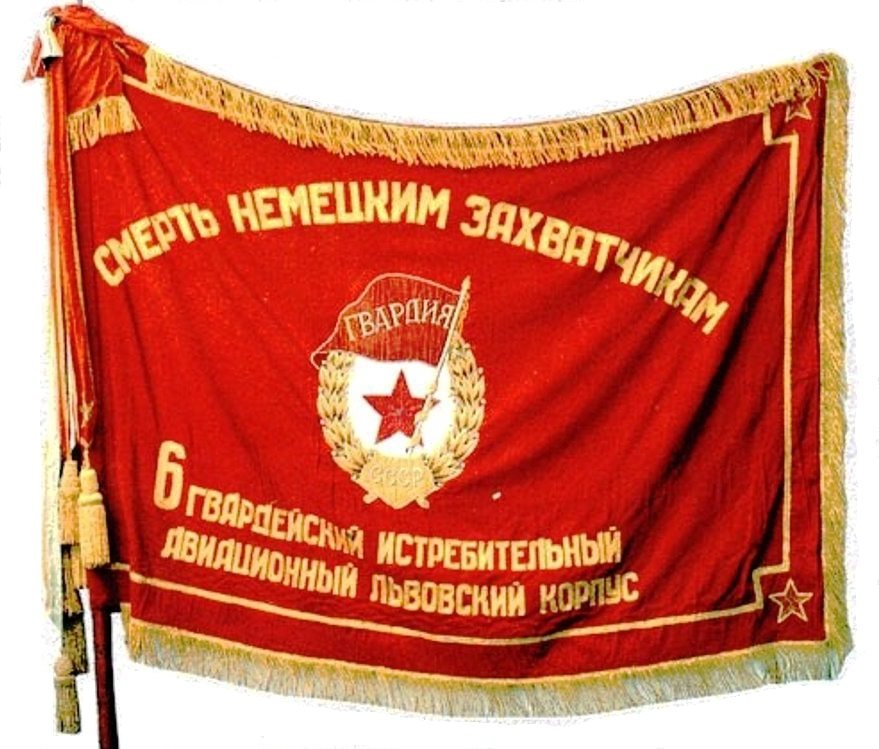
Bandera del 6.º Cuerpo Aéreo de Cazas de la Guardia

El gobierno de la URSS tomó la decisión de renombrar estas formaciones para aumentar la moral y el patriotismo soviético de las tropas durante la Operación Barbarroja, para lo cual se utilizó el apelativo de guardias (en ruso гвардия) rememorando a la Guardia Roja de los días de la revolución de 1917.
Esta acreditación surgió el 18 de septiembre de 1941 cuando la 100.ª, 127.ª, 153.ª y 161.ª división de fusileros, fueron renombradas como la 1.ª, 2.ª, 3.ª y 4.ª División de la Guardia Soviética respectivamente. Éstas fueron las divisiones que se distinguieron durante la batalla defensiva de Smolensk en agosto-septiembre de 1941.
La denominación de una unidad como Guardia soviética aparejaba el uso de condecoraciones y emblemas especiales, una paga 1.5 veces superior a la de otras unidades sin esa denominación, y -especialmente- un tratamiento preferencial de la Stavka para asignarles intendencia y armamento después de cada campaña:  permitiendo que los nuevos cuadros de reclutas y suboficiales vayan primero a reforzar las unidades de Guardias y evitando su merma en efectivos, entregándoles las primeras (y mejores) remesas de armas recién fabricadas, y también permitiéndoles operar hasta dos batallones de tanques adscritos a cada unidad.

## Otorgamiento
El nombramiento de unidades de "Guardia Soviética" en el ejército soviético fue muy flexible ya que podían ser nombrados desde ejércitos completos (que comprendían varias divisiones y varios miles de efectivos) hasta batallones independientes de unos pocos cientos de hombres. La única excepción fueron los batallones compuestos por artillería lanzacohetes (Katiushas) que recibían esta designación inmediatamente después de formarse para distinguirse de las unidades ordinarias de morteros.
Las unidades designadas como Guardia solían recibir un portaestandarte identificativo y todos sus miembros recibían un signo de distinción. Unas 327 unidades o agrupaciones soviéticas recibieron esta acreditación.

## Bandera, distintivos y condecoraciones
Acorde a la Orden del Consejo Supremo de la URSS, las unidades y agrupaciones de la Guardia eran dotadas de las Banderas Rojas de la Guardia especiales.
Las dimensiones de la bandera: 145cm de largo, 115cm de ancho. Los tres cantos eran dotados de fleco. El asta era de 250cm de largo y 4cm de grosor, y en su punta en una cuerda en espiral se fijaban dos borlas.
En la cara frontal de la bandera, en el centro, se gravaba el retrato de  V.I. Lenin; encima se gravaba el sobrescrito “¡Por nuestra Patria Soviética!”, y debajo del retrato se grababa el sobrescrito “URSS”.
En la cara opuesta de la Bandera se indicaba la denominación de la unidad o de la agrupación, por encima de la cual había la consigna “¡Muerte a los ocupantes alemanes!”
El personal propio de las unidades y agrupaciones de la Guardia recibía un sueldo incrementado: los mandos recibían un 50% más, y los soldados recibían el doble.
Durante la guerra, la entrega de una Bandera Roja de la Guardia o de la Bandera de la Guardia era un acontecimiento sin precedentes en la vida de cualquier unidad o agrupación. En el solemne acto de la recepción de la Bandera formaba todo el personal de la unidad o de la agrupación en cuestión.
Debido a que en los años 1942 – 1943 apareció una gran cantidad de Cuerpos y Ejércitos de la Guardia, mediante la Orden del Consejo Supremo de la URSS del día 11 de junio de 1943 fueron aprobadas las Banderas Rojas especiales para Cuerpos y Ejércitos.
En el estatuto sobre las Banderas Rojas para Cuerpos y Ejércitos de la Guardia, aprobado por el Consejo Supremo de la URSS del 11 de junio de 1943, constaba: “La Bandera Roja de la Guardia obliga a todo el personal de los ejércitos y Cuerpos de la Guardia a ser una referencia y un ejemplo a seguir para todo el resto de unidades y agrupaciones del Ejército Rojo… Por la perdida de la Bandera de la Guardia, como consecuencia de mala organización, cobardía y falta de firmeza en un combate, el personal de mando, culpable de semejante vergüenza, será sometido a un juicio de un Tribunal de Guerra, y al Ejército o Cuerpo en cuestión se le retira el titulo de la Guardia y con su posterior disolución y reforma”.
Mediante la Orden del Consejo Supremo de la URSS del 21 de mayo de 1942, los militares de las unidades y agrupaciones de la Guardia del Ejército Rojo, a los cuales se les concede el título de la Guardia, se les dota de rangos de distinción especiales: “sargento de la Guardia”, “coronel de la Guardia”, y etc.
A las abreviaturas de las unidades y agrupaciones, se les añade el código “G” o “Gv”, por ejemplo, IAP sería GIAP o GvIAP, ShAD sería GShAD o GvShAD, y así sucesivamente.
Mediante la misma Orden fue aprobado un signo de distinción especial “La Guardia”, que se llevaba en la parte derecha del pecho.
Junto a dicho signo de distinción, se entregaba una “Memoria de la Guardia”, en la cual, entre otras cosas, constaban las siguientes líneas:
“Donde ataca la Guardia, el enemigo no resistirá;
Donde se defiende la Guardia, el enemigo no avanzara;
Una hazaña de la Guardia significa matar al enemigo y quedar vivo, y si mueres, hacer pagar caro tu vida;
Cuando muere un Guardia, no suelta su arma de las manos, su arma queda dirigida al enemigo incluso cuando el Guardia esta muerto;
El que no mató a ningún ocupante, no puede ser considerado un auténtico Guardia”.

## Actualidad
Actualmente el título y sus distintivos se siguen utilizando en unidades distinguidas de las Fuerzas Armadas Rusas.

## Unidades galardonadas con el título de Guardia soviético
- Submarino S-56
- 8.ª división de fusileros (Gral. I. Panfílov)

## Publicaciones
- Рождение советской гвардии. 20-летие со дня образования первых гвардейских дивизий. // «Военно-исторический журнал», № 9, 1961. стр. 128
- Ф. Утенков. Советская гвардия (к 25-летию создания) // «Военно-исторический журнал», № 8, 1966. стр. 117—119
- The Soviet Guards // "Soviet Military Review", No. 9, September 1981. pages 37-38

- Datos: Q2305012
- Multimedia: Soviet Guards Badge / Q2305012